# Little Church Around the Corner
Little Church Around the Corner è un film del 1923, diretto da William A. Seiter, basato sull'opera teatrale omonima di Marion Russell.

## Trama
Da ragazzino, l'orfano David Graham lavorava già come minatore, nonostante la sua età, e si scontrava quotidianamente con le asprezze del borgo operaio in cui abitava, insieme ai suoi amici, dalla piccola Hetty, pure orfana, e mancante del dono della parola, al fratello di lei, Jude, succube del bullo di turno, Hex Poulon. David trovava sollievo improvvisandosi giovanissimo predicatore dei valori cristiani, che eponeva nei suoi discorsi in un granaio, soprannominato "la chiesetta all'angolo", molto seguito dai suoi coetanei, fra i quali Leila Morton, figlia del proprietario della miniera. Così, quando padron Morton gli offre di finanziargli gli studi, quasi a riscatto della morte in miniera di suo padre, dato che i genitori adottivi di David, il dottor Wallace e signora, non potevano permetterselo, egli è ben contento.
Passano gli anni, e David è diventato ministro di culto. È legato sentimentalmente a Leila, che lo convince a svolgere la sua missione nei quartieri alti della città. Ma quando una delegazione di lavoratori si presenta da Morton per chiedere una messa in sicurezza delle gallerie, David prende la loro parte, e si trasferisce nel sobborgo minerario, suo luogo natale. Ma non fa in tempo a giungervi che l'incidente temuto si verifica: un crollo in miniera tiene intrappolati alcuni uomini nel sottosuolo, fra i quali Jude e Hex, con il costante rischio dello sviluppo del grisù. Una notte intera trascorre concitata prima che la squadra di soccorso, diretta dall'infaticabile David, riesca a portare in salvo gli infortunati. Ma gli animi non si placano: una folla inferocita di minatori vuole prendere d'assalto lo stesso Morton. Le esortazioni di David a non ricorrere alla violenza sembrano passare inosservate, quando un fatto miracoloso si verifica: Hetty ritrova la parola, ed apostrofa i rivoltosi, provocando in essi grande commozione, e convincendo Morton ad abbandonare le sue posizioni intransigenti e a concedere i miglioramenti richiesti.
Passa qualche tempo, e là dove stava il granaio sorge la nuova chiesa di David, che reca la targa ufficiale "piccola chiesetta all'angolo".